# Jeranos (bergskedja)
Jeranosbergen (armeniska: Երանոսի լեռներ: Jeranosi lerner) är en bergskedja i Armenien. Den ligger i den centrala delen av landet, 27 kilometer sydost om huvudstaden Jerevan.
Trakten runt Jeranosbergen består i huvudsak av gräsmarker. Runt Jeranosbergen är det ganska tätbefolkat, med 155 invånare per kvadratkilometer.